# الساحل الشمالي (كاليفورنيا)
الساحل الشمالي في كاليفورنيا (وتسمى أيضا ريدوود إمباير) وهذه المنطقة تضم مارين، سونوما، ميندوسينو، همبولت، والمقاطعات ديل نورتي. وجزء كبير من المنطقة هي منطقة ريفية، والمدينة الوحيدة في المنطقة التي يبلغ عدد سكانها أكثر من 100,000 هي سانتا روزا.